# نمایش پیشامدی

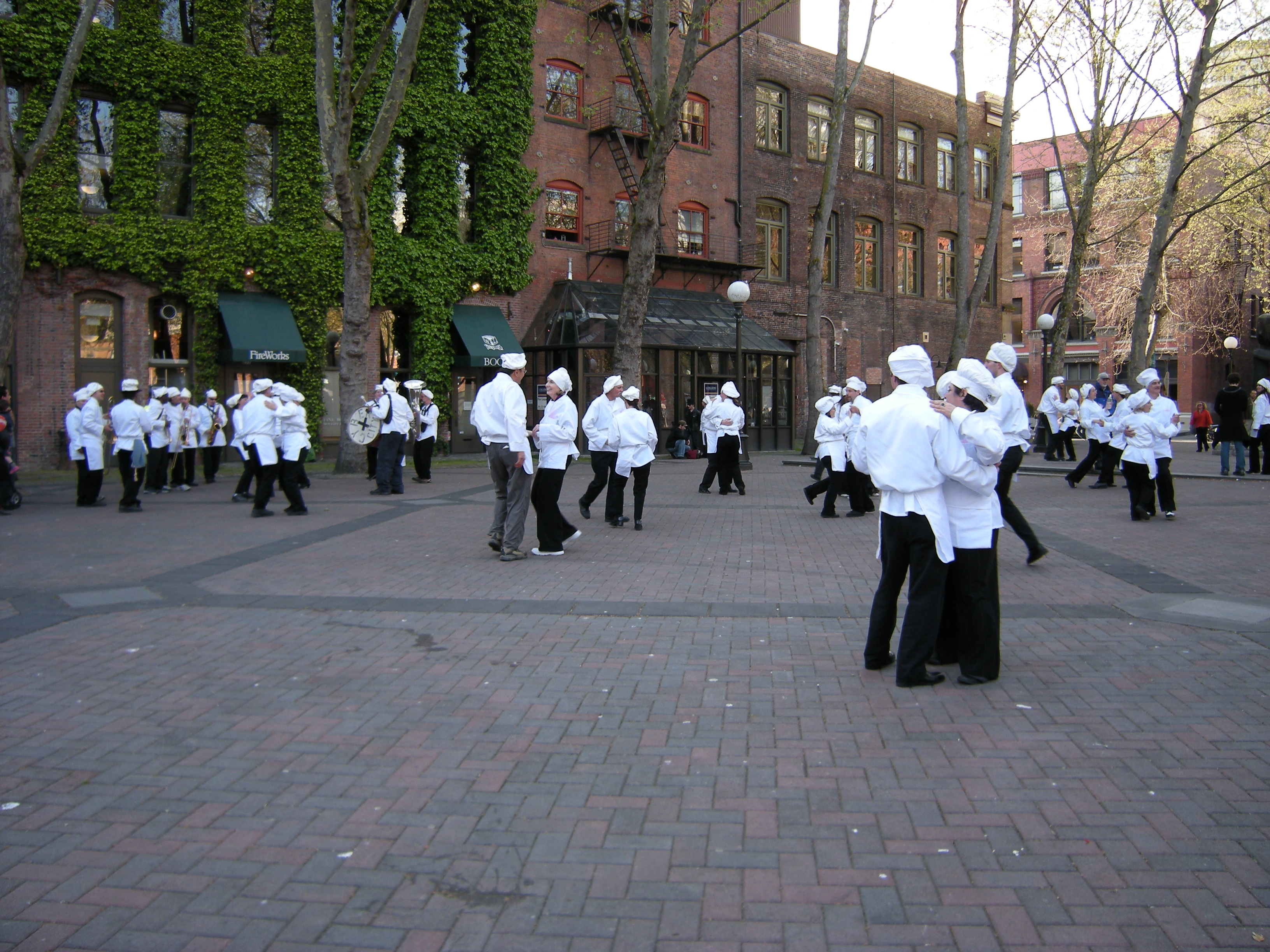
تصویری از اجرای نمایش پیشامدی

نمایش پیشامدی (انگلیسی: Happening) شکلی از نمایش مدرن و غیرقراردادی و تجربی است که غالباً اجرای آن از یک مکان عمومی آغاز می‌شود و در سیر تکوینی خود تحت تأثیر عوامل محیطی فی‌البداهه گسترش می‌یابد.